# 4-й механизированный корпус (2-го формирования)
4-й механизированный корпус — воинское соединение РККА Вооруженных Сил СССР в Великой Отечественной войне.
Сокращённое наименование — 4 мк.

## История формирования
После жестоких боев на подступах к Сталинграду в составе Сталинградского фронта и 1-й танковой армии 28-й танковый корпус был выведен в резерв и переформирован в 4-й механизированный корпус, включивший в свой состав 36-ю, 59-ю, 60-ю механизированные бригады, 55-й, 158-й танковые полки.
4-й механизированный корпус начал формироваться на базе 28-го танкового корпуса на основании в Нижнем Поволжье в Татищево, в предельно короткий срок, с 18 сентября по 20 октября 1942 года.
Штаб 28-го танкового корпуса стал штабом 4-го механизированного корпуса. 55-й и 158-й танковые полки сформированы на базе остатков одноимённых танковых бригад 28-го тк.
В мехкопрус вошли 36-я, 59-я и 60-я механизированные бригады, 55-й и 158-й отдельные танковые полки, 603-й зенитный артиллерийский полк, 334-й отдельный гвардейский минометный дивизион, 44-й бронеавтомобильный батальон, 61-й мотоциклетный батальон и другие подразделения (корпусные части обеспечения).
11 октября 1942 года в командование корпусом вступил генерал-майор танковых войск Василий Тимофеевич Вольский.
В период с 23 по 30 октября 1942 года сформированный корпус убыл на Сталинградский фронт.
Приказом НКО № 394 от 18 декабря 1942 года 4-й механизированный корпус переформирован в 3-й гвардейский механизированный корпус.

## Боевой путь
Период вхождения в действующую армию: 24 октября 1942 года — 18 декабря 1942 года.
В конце октября 1942 года части 4-го механизированного корпуса начали сосредотачиваться в районе Баскунчака для переправы через Волгу.
6 ноября 1942 года разведвзвод в составе двух броневиков и одной автомашины с разведчиками переправился через Волгу с задачей подготовить маршрут движения танков и мотопехоты в районе Солодникова (50 км южнее Сталинграда).
После переправы на участке обороны 51-й армии Сталинградского фронта усиленно велась разведка на переднем крае обороны.
Накануне наступления все танки были сосредоточены на исходной позиции.
9 декабря 1942 года директивой Ставки ВГК № 170699 от 8 декабря 1942 года корпус был включен в состав 5-й ударной армии.

## Состав корпуса
- 36-я механизированная бригада (будущая 7-я)
- 59-я механизированная бригада (будущая 8-я)
- 60-я механизированная бригада (будущая 9-я)
- 158-й отдельный танковый полк
- 55-й отдельный танковый полк
- 482-й истребительно-противотанковый артиллерийский полк (будущий 101-й)
- 603-й зенитный артиллерийский полк
- 334-й отдельный гвардейский миномётный дивизион
- 44-й отдельный бронеавтомобильный батальон
- 61-й отдельный мотоциклетный батальон

Корпусные части:
- 31-й отдельный сапёрный батальон
- 79-й ремонтно-восстановительный батальон
- 36-я отдельная инженерно-минная рота
- 28-я отдельная автотранспортная рота подвоза ГСМ
- 1801-я военно-почтовая станция[5]

## Командование корпуса

### Командиры корпуса
- Родин, Георгий Семёнович (10.09.1942 — 10.10.1942), генерал-майор танковых войск;
- Вольский, Василий Тимофеевич (11.10.1942 — 18.12.1942), генерал-майор танковых войск[6]

### Заместитель командира корпуса по строевой части
- Шарагин, Алексей Павлович (24.10.1942 — 18.12.1942), генерал-майор

### Военный комиссар (с 9.10.1942 заместитель командира корпуса по политической части)
- Андреев Артём Филиппович (10.09.1942 — 18.12.1942), полковой комиссар[7]

### Начальник штаба корпуса
- Пошкус Александр Адамович[8] (18.09.1942 — 18.12.1942), полковник[9]

### Начальник политотдела корпуса
- Козлов Иван Николаевич (21.10.1942 — 18.12.1942), полковой комиссар[7]